# Alfonso Casado Trigo
Alfonso Casado Trigo (Alcalá de Guadaira, Sevilla, 1984) és un pianista i director musical espanyol.
Estudia a Alcalá de Guadaira i a Sevilla, i culmina els estudis de piano al Reial Conservatori Superior de Música de Madrid. El 2003 comença a treballar com a pianista en The Phantom of the Opera al teatre Lope de Vega de Madrid. Des de llavors ha participat en el muntatge i / o representació de diversos musicals, com Mamma Mia!, La bella i la bèstia, Jesucrist superstar, High School Musical, Victor o Victòria, Cats, Els miserables, The Lion King.
De juny de 2012 fins a febrer de 2014 fou el director musical de la producció original de Els Miserables al Queen's Theatre de Londres, del que fou també supervisor musical de la gira espanyola en la temporada 2013/2014. Fou director musical de Miss Saigon a Londres, i actualment és el director musical de la producció original de The Phantom of the Opera al Her Majesty's Theatre a Londres. També ha dirigit l'OBC a L'Auditori de Barcelona.
Ha dirigit i adaptat a l'espanyol nombroses cançons per a sèries i pel·lícules, la majoria per Disney: Ant Farm, Phineas & Ferb, SpongeBob SquarePants (Bob Esponja), Muppets, Stich o Good Luck Charlie.

## Premis i reconeixements
- (2010) Premi de Teatre Musical a Millor Director Musical per Els Miserables, atorgat pels professionals del gènere a Espanya.
- (2011) Premi BroadwayWorld Spain a Millor Director Musical, per Els Miserables, atorgat pels lectors del portal web d'aquesta revista.
- (2014) Premi BroadwayWord UK al millor director musical del West End.[4]

## Discografia
- Mamma Mia!, el musical en espanyol
- High School Musical, el musical en espanyol
- Els Miserables